# Campionato europeo maschile di pallamano 2004
Il Campionato europeo maschile di pallamano 2004 è stata la 6ª edizione del torneo organizzato dalla European Handball Federation. Il torneo si è svolto dal 22 gennaio al 1º febbraio 2004 in Slovenia, ospitato nelle città di Lubiana, Celje, Velenje e Capodistria.
Il torneo ha visto l'affermazione della Germania per la prima volta nella sua storia.

## Squadre partecipanti
- Russia
- Svezia
- Svizzera
- Ucraina
- Croazia
- Danimarca
- Spagna
- Portogallo
- Slovenia
- Ungheria
- Rep. Ceca
- Islanda
- Francia
- Serbia e Montenegro
- Germania
- Polonia

## Podio
| Pos. | Squadra   |
| ---- | --------- |
| 1°   | Germania  |
| 2°   | Slovenia  |
| 3°   | Danimarca |